# Luginsland (Bensheim)
Der Luginsland, häufig auch als Blaues Türmchen oder Eckturm bezeichnet, ist ein Aussichtsturm und ein Kulturdenkmal in Bensheim an der Bergstraße.

## Geschichte

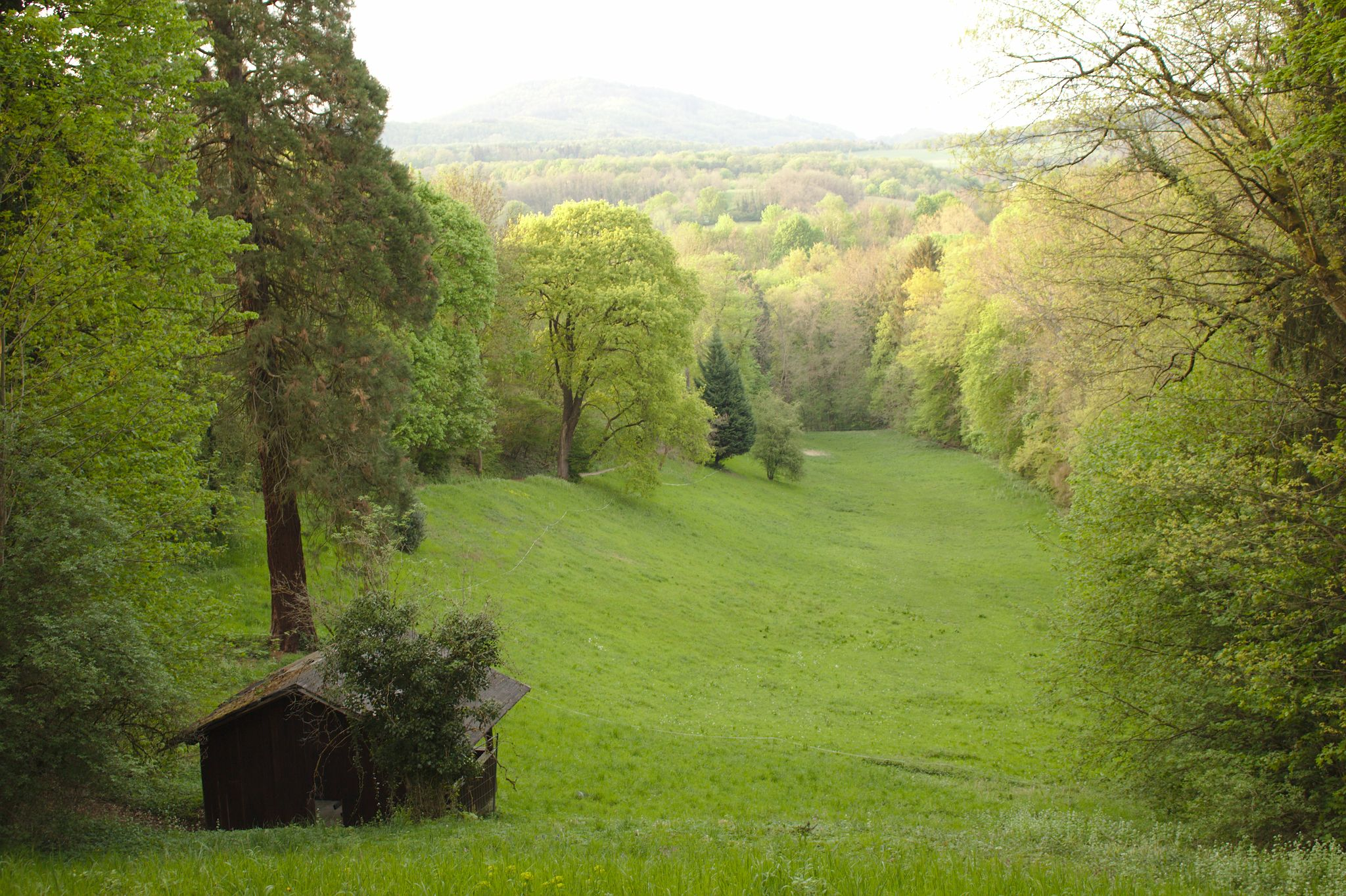
Baßmannpark Bensheim

Der Luginsland ist Teil des ehemaligen Baßmannparks, der sich vom Schönberger Tal bis auf den Hohberg erstreckte. Die Anlegung des Parks, im Stil eines englischen Landschaftsgartens, geht vermutlich auf den schottischen Adeligen Thomas Abercromby Scott-Duff in der Mitte des 19. Jahrhunderts zurück. 1883 errichtete der Wormser Textilfabrikant Wilhelm Valckenberg das Villenanwesen Amalienhof im Schönberger Tal (heutige Nibelungenstraße 89, Bensheim) und gelangte zu dieser Zeit auch in den Besitz des Baßmannparks. Hinter dem Anwesen ließ Valckenberg, als Zugang zu dem angelegten Park, im Jahr 1900 eine dreibogige Feldsteinbrücke von dem Architekten Heinrich Metzendorf errichten. Zehn Jahre später wurde Metzendorf von dem Fabrikanten mit der Planung und dem Bau eines Aussichtsturms auf dem Hohberg beauftragt. Der Turm bietet eine Aussicht nach Norden und Süden über Teile der Bergstraße, nach Osten in den Odenwald und nach Westen in die Oberrheinische Tiefebene. Während die Parkanlage in der Folgezeit weitgehend überwucherte, blieben Brücke und Turm bis heute gut erhalten und sind Beispiele des Späthistorismus. Als Teil des Baßmannparks ist der Luginsland ein Kulturdenkmal.
Heute befinden sich im Umfeld des Luginslands ein Spielplatz sowie ein anzumietender Grillplatz. Der Turm selbst ist nicht als Aussichtspunkt zugänglich. In der Bevölkerung Bensheims wird der Luginsland häufig als Blaues Türmchen bezeichnet.

## Beschreibung
Östlich der Stadt Bensheim liegt, als Teil der Bergstraße, der Hohberg. Auf dessen Anhöhe befindet sich auf 214,5 m ü. NHN Höhe der Luginsland.
Errichtet wurde der Luginsland aus Granit und Sandstein. Der 12 m hohe Turm hat einen quadratischen Grundriss mit einer Seitenlänge von 4,4 m, trägt ein Pyramidendach und weist mehrere schmale schießschartenartige Öffnungen an drei Seiten auf. Unterhalb des Dachs befinden sich breite Öffnungen zu allen vier Seiten, um eine gute Aussicht von dem oberen Geschoss zu ermöglichen. Unterhalb der Öffnungen sind jeweils quadratische Sandsteinplatten mit Wappen und Ornamenten angebracht. An der Südwand befindet sich in ca. 2,5 m Höhe ein eingemauerter Sandstein mit der Aufschrift "Luginsland". An die nordöstliche Seite des Turms ist ein 6,6 m langes Schiff mit fünf Rundbogenöffnungen seitenbündig angeschlossen. Der Torbau trägt ein Satteldach mit einer Firsthöhe von ca. 5,6 m. Neben dem Zugang zum Turm, der auf der Nordseite innerhalb des Torbaus liegt, ist auf einer Tafel das Baujahr 1910 zu lesen. Nördlich des Bauwerks, in Richtung der ehemaligen Parkanlage, befindet sich eine kleine Bogenbrücke. 
Der Luginsland ähnelt dem, ebenfalls von Heinrich Metzendorf im Jahr 1902 errichteten, Bismarckturm auf dem benachbarten Hemsberg.

## Wanderwege
Am Luginsland führen vier offizielle Wanderwege vorbei:
- der Hohbergweg (B2), einer der vier kommunalen Rundwanderwege Bensheims (Start am Bensheimer Bahnhof),
- der Hohbergweg (Rundweg 2), einer der drei Rundwanderwege des Geo-Naturparks Bergstraße-Odenwald vom Bensheimer Parkplatz Schönhof,
- der HW20, einer der 55 Hauptwanderwege des Odenwaldklubs (der HW20 führt von Bensheim nach Miltenberg),
- der 6-Täler-Weg (HW22), ein weiterer der 55 Hauptwanderwege des Odenwaldklubs (der 6-Täler-Weg führt von Bensheim nach Walldürn).

Des Weiteren ist der kommunale Rundweg S1 Bensheims erwähnenswert. Dieser circa 14 km lange Rundweg, der 2014 anlässlich des Hessentags in Bensheim ins Leben gerufen wurde, biegt aus südlicher Richtung kommend nur circa 100 Meter vom Luginsland entfernt in östliche Richtung ab. Problemlos lässt sich ein Besuch des Blauen Türmchen also auch mit der Wanderung des Hessentagsweg kombinieren.